# Trio (album)
Az 1987-es Trio Dolly Parton, Linda Ronstadt és Emmylou Harris, az 1970-es és '80-as évek három legsikeresebb amerikai énekesnőjének közös nagylemeze. Több mint négymillió példányban kelt el, és több Grammy-jelölést kapott.
Parton, Ronstadt és Harris már az 1970-es évek közepén szeretett volna egy közös lemezt, de ez a kísérlet az időpontok egyeztetésének nehézségei miatt, valamint a három előadó szerződései miatt meghiúsult. Néhány felvétel mégis elkészült, ezek az egyes énekesek szólólemezein jelentek meg.
A megjelenése után az album öt hétig vezette az amerikai Country-listát, a Billboard 200-on pedig a 6. helyig jutott. Amerikában platinalemez lett. Szerepel az 1001 lemez, amit hallanod kell, mielőtt meghalsz című könyvben.

## Az album dalai
|     | Cím                        | Szerző(k)                                         | Hossz |
| --- | -------------------------- | ------------------------------------------------- | ----- |
| 1.  | The Pain of Loving You     | Dolly Parton, Porter Wagoner                      | 2:32  |
| 2.  | Making Plans               | Johnny Russell, Voni Morrison                     | 3:36  |
| 3.  | To Know Him Is to Love Him | Phil Spector                                      | 3:48  |
| 4.  | Hobo's Meditation          | Jimmie Rodgers                                    | 3:17  |
| 5.  | Wildflowers                | Dolly Parton                                      | 3:33  |
| 6.  | Telling Me Lies            | Linda Thompson, Betsy Cook                        | 4:26  |
| 7.  | My Dear Companion          | trad., hangszerelte Jean Ritchie                  | 2:55  |
| 8.  | Those Memories of You      | Alan O'Bryant                                     | 3:58  |
| 9.  | I've Had Enough            | Kate McGarrigle                                   | 3:30  |
| 10. | Rosewood Casket            | trad., hangszerelte Avie Lee Parton               | 2:59  |
| 11. | Farther Along              | trad., hangszerelte John Starling, Emmylou Harris | 4:10  |

## Közreműködők
- Linda Ronstadt – ének
- Emmylou Harris – ének, akusztikus gitár (1,5,7)
- Dolly Parton – ének

### További közreműködők
- Ry Cooder – tremolo gitár (3)
- Kenny Edwards – elektromos basszusgitár (6), akusztikus basszusgitár (1,2,3,5,7,8,10)
- Steve Fishell – dobro (4), pedal steel gitár (1,6), Hawaii-i gitár (8)
- Russ Kunkel – dob (1,2,3,5,6,8)
- Albert Lee – akusztikus gitár (1,2,3,6,8,10,11), mandolin (5,7)
- David Lindley – akusztikus gitár (6), mandolin (1,2,3,8), autoharp (5,7), harpolek (5), Hawaii-i gitár (3), cimbalom (10)
- Mark O'Connor – akusztikus gitár (5,7), brácsa (1,2,5,7), hegedű (2,8), mandolin (10)
- Bill Payne – akusztikus zongora (6,9,11), elektromos zongora (6), harmónium (11), hammond orgona (11)
- Herb Pedersen – bendzsó (4), vokális hangszerelés (4,6)
- Leland Sklar – akusztikus basszusgitár (4)
- John Starling – akusztikus gitár (4,8), zenei konzultáns
- David Campbell – hangszerelés, karmester (6,9)
- Charles Veal – koncertmester (6)
- Dennis Karmazyn – cselló szólista (9)
- Jodi Burnett – cselló (9)
- Marty Krystall – klarinét (9)
- Brice Martin – fuvola (9)
- Ilene "Novi" Novog – brácsa (9)

### Produkció
- George Massenburg – producer, hangmérnök
- Sharon Rice – hangmérnökasszisztens
- Doug Sax – mastering

## Fordítás
Ez a szócikk részben vagy egészben a Trio (album) című angol Wikipédia-szócikk ezen változatának fordításán alapul.  Az eredeti cikk szerkesztőit annak laptörténete sorolja fel. Ez a jelzés csupán a megfogalmazás eredetét és a szerzői jogokat jelzi, nem szolgál a cikkben szereplő információk forrásmegjelöléseként.